# Козлы (Несвижский район)
Козлы (бел. Казлы́) — деревня в Несвижском районе Минской области Республики Беларусь. Административный центр Козловского сельсовета.

## География
Деревня расположена в 14 км в направлении на юго-запад от города Несвиж, 126 км от Минска, 10 км от железнодорожного остановочного пункта Хвоево.

## История
В 1908 году в Сновской волости Новогрудского уезда Минской губернии.

## Население

### Численность
- 2009 год — 285 жителей

### Динамика
- 1908 год — 301 жителей, 40 дворов
- 1997 год — 349 жителей, 132 дворов[3]
- 1999 год — 323 жителей (перепись населения)
- 2009 год — 285 жителей (перепись населения)[2]

## Достопримечательность
- Памятник землякам, погибшим в Великой Отечественной войне[3].
- Водонапорная башня.
- Дуб-великан.

## Галерея

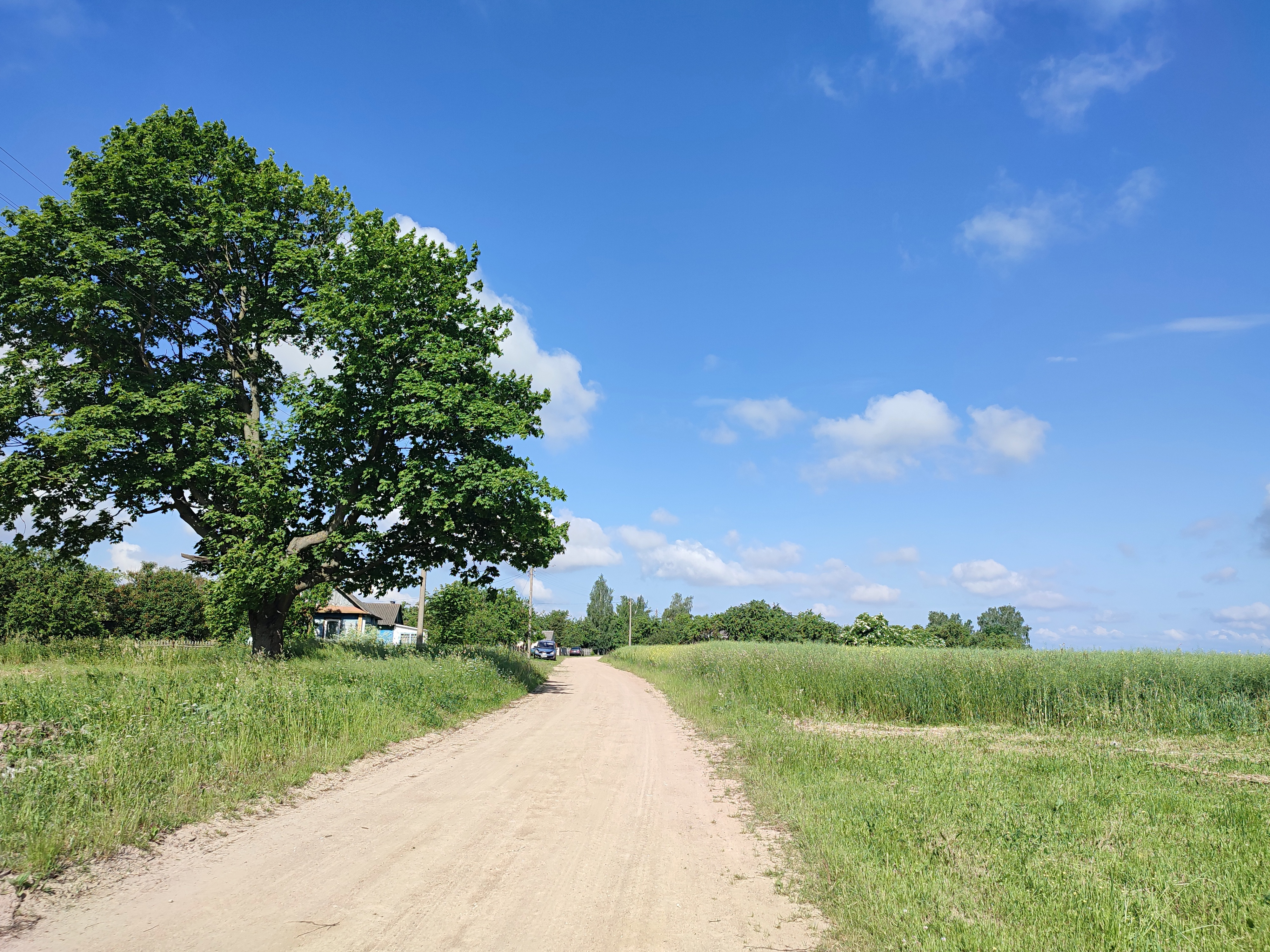
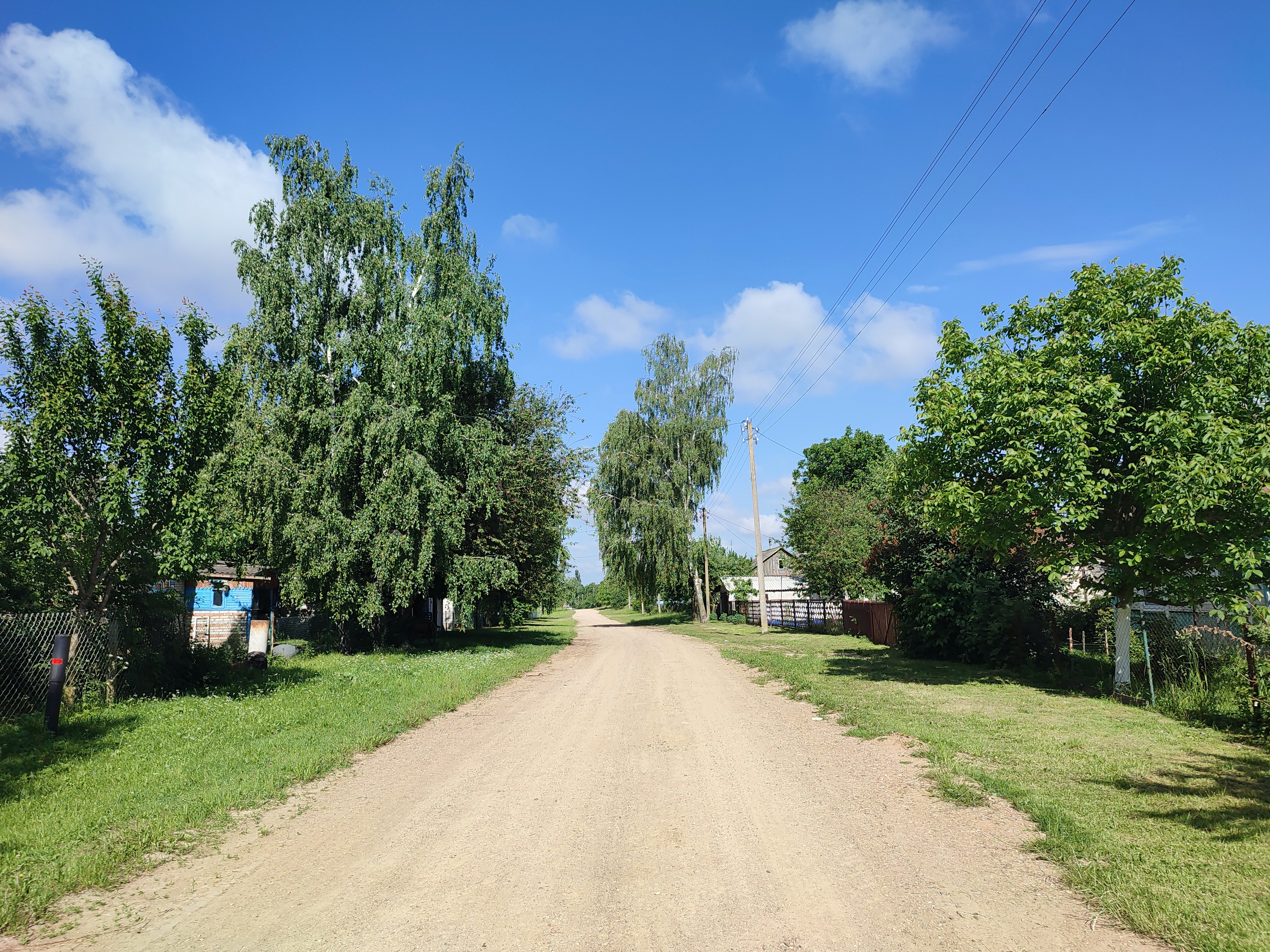
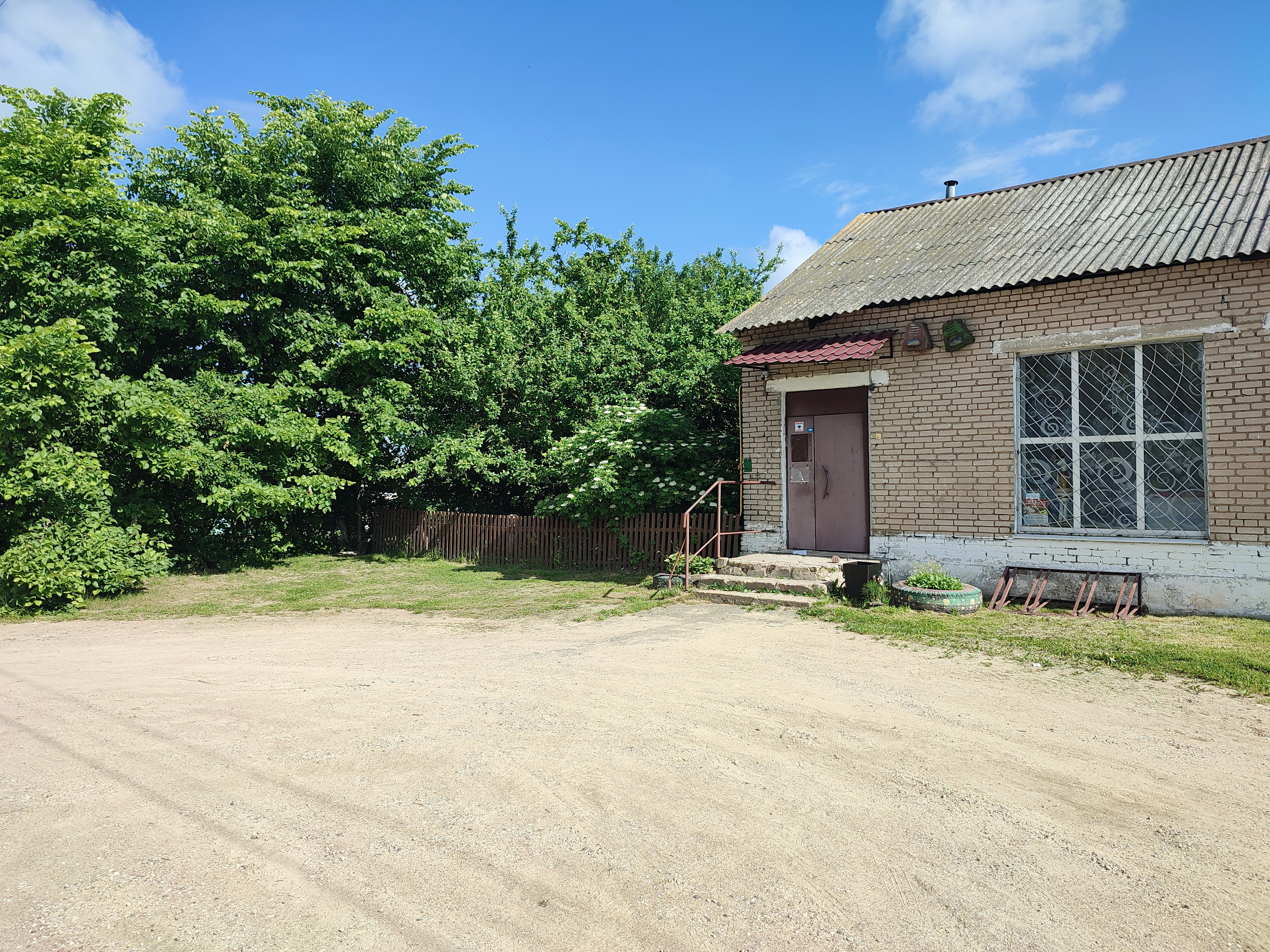
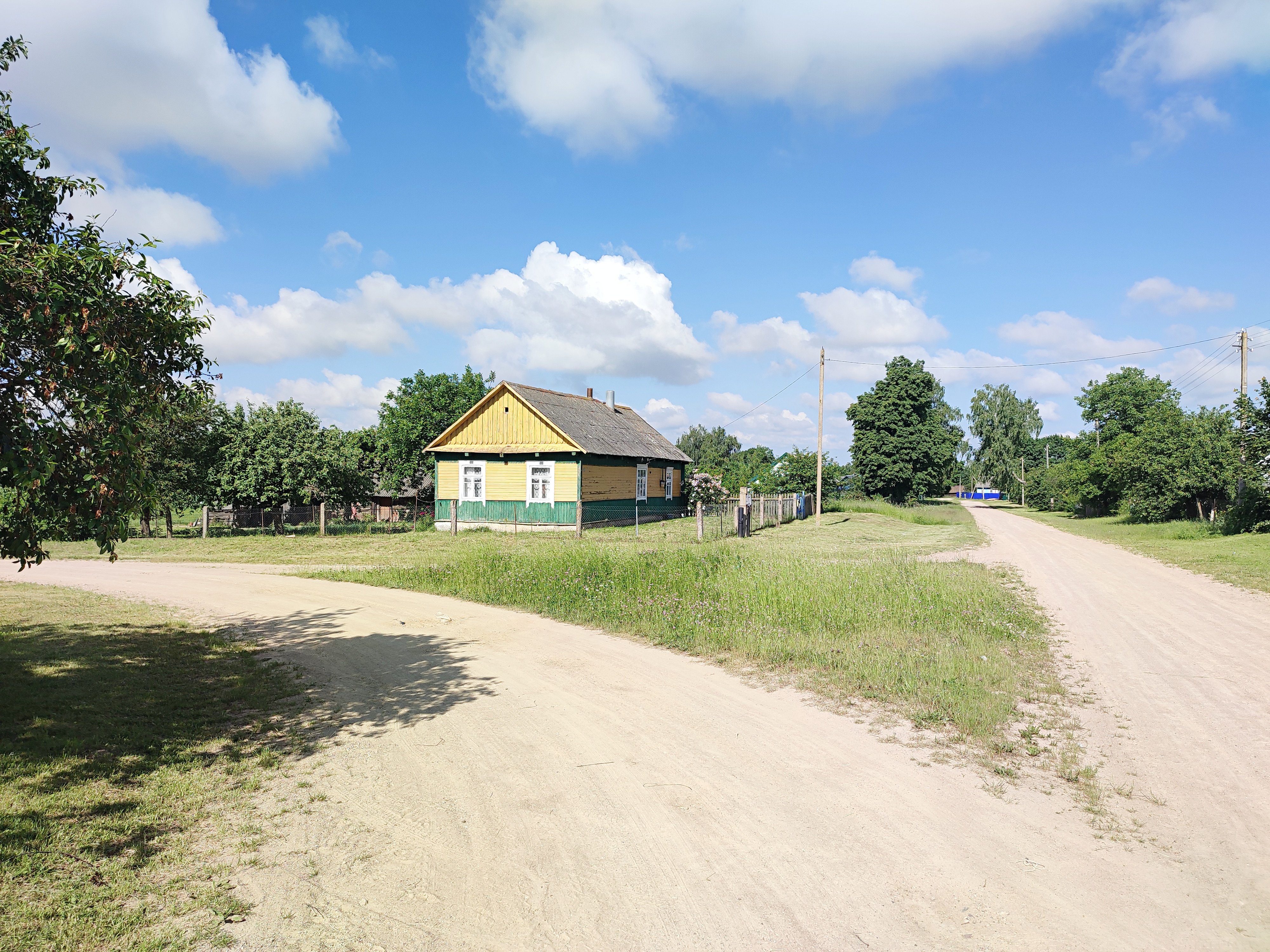
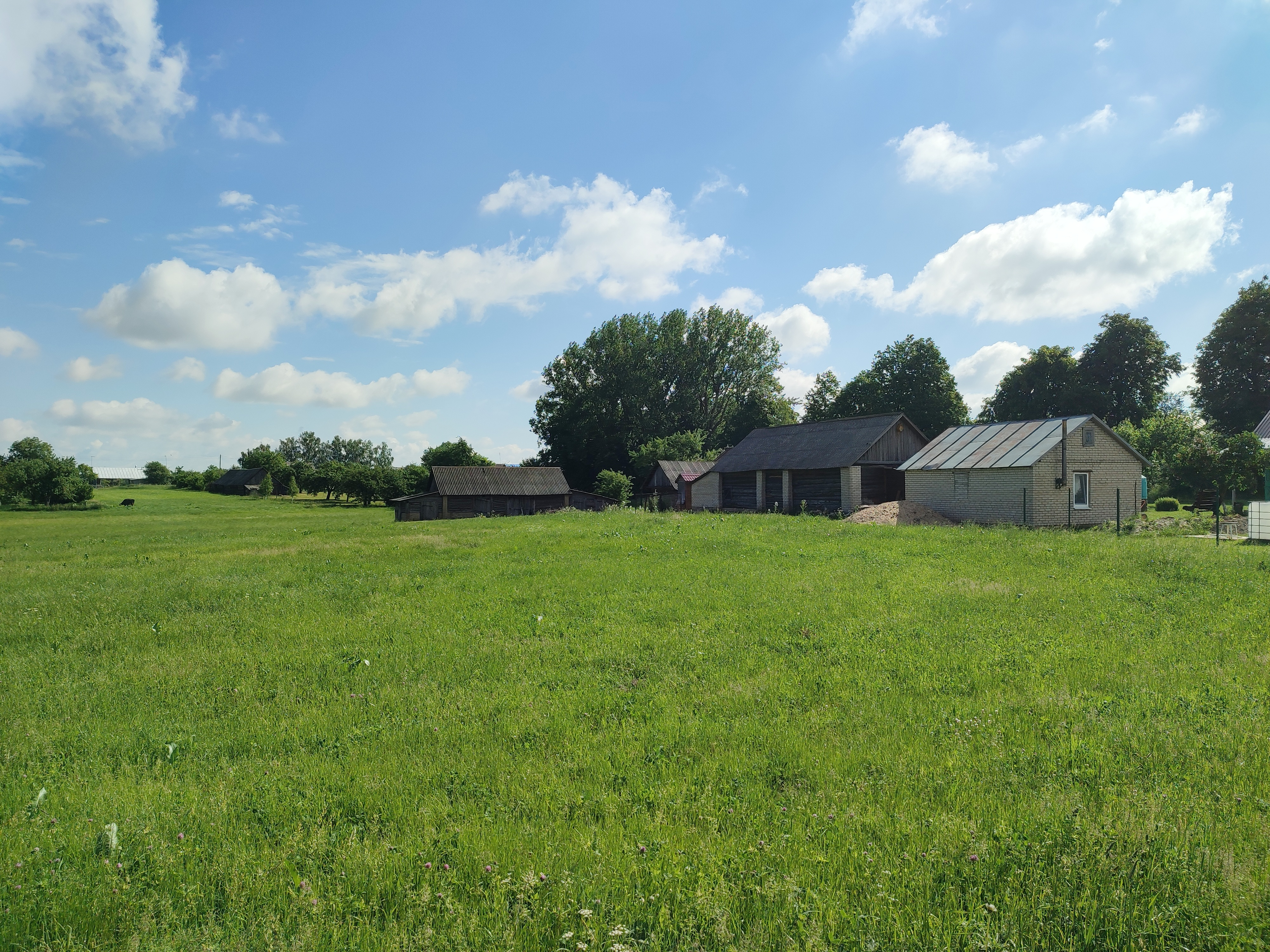
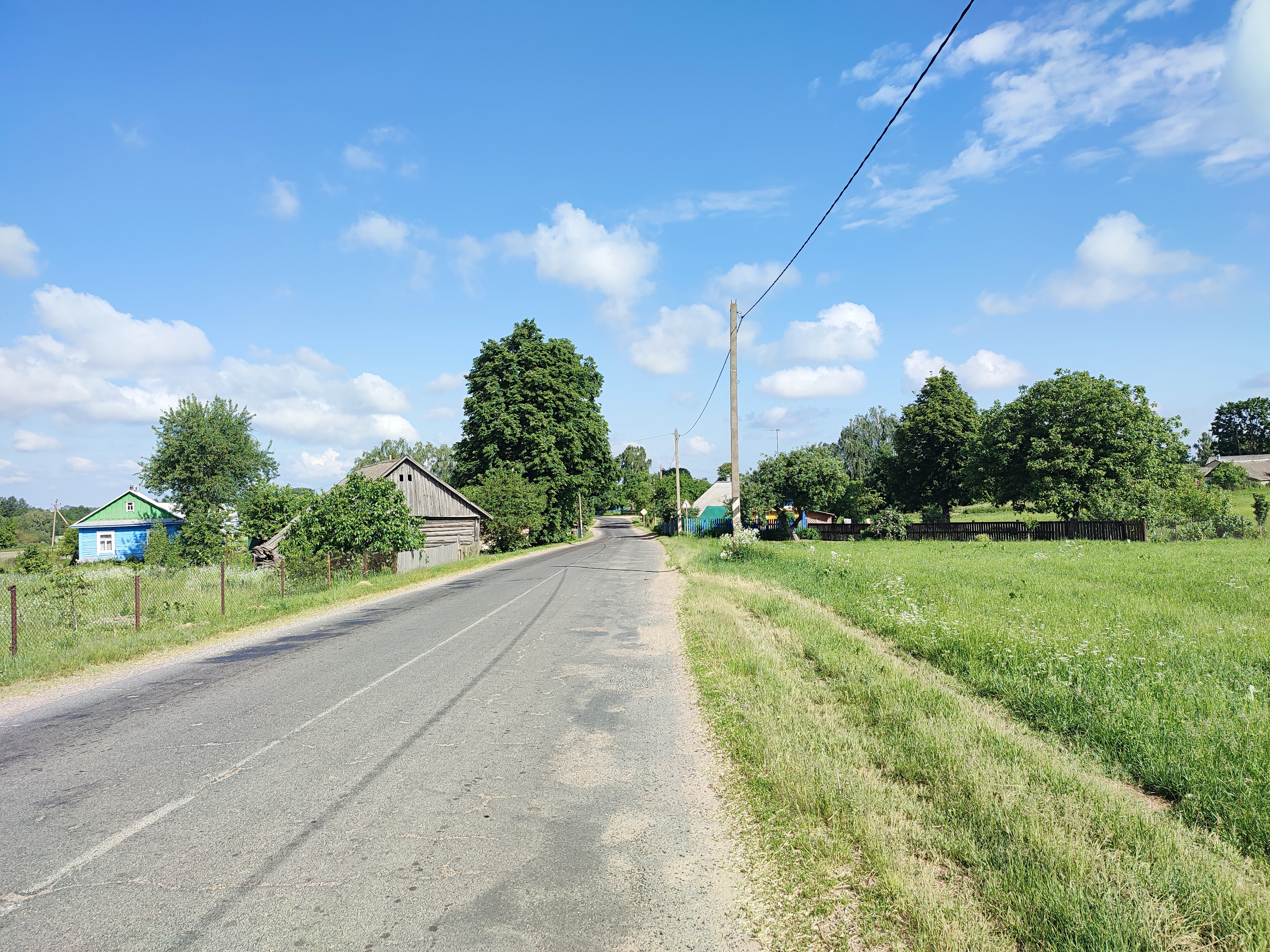
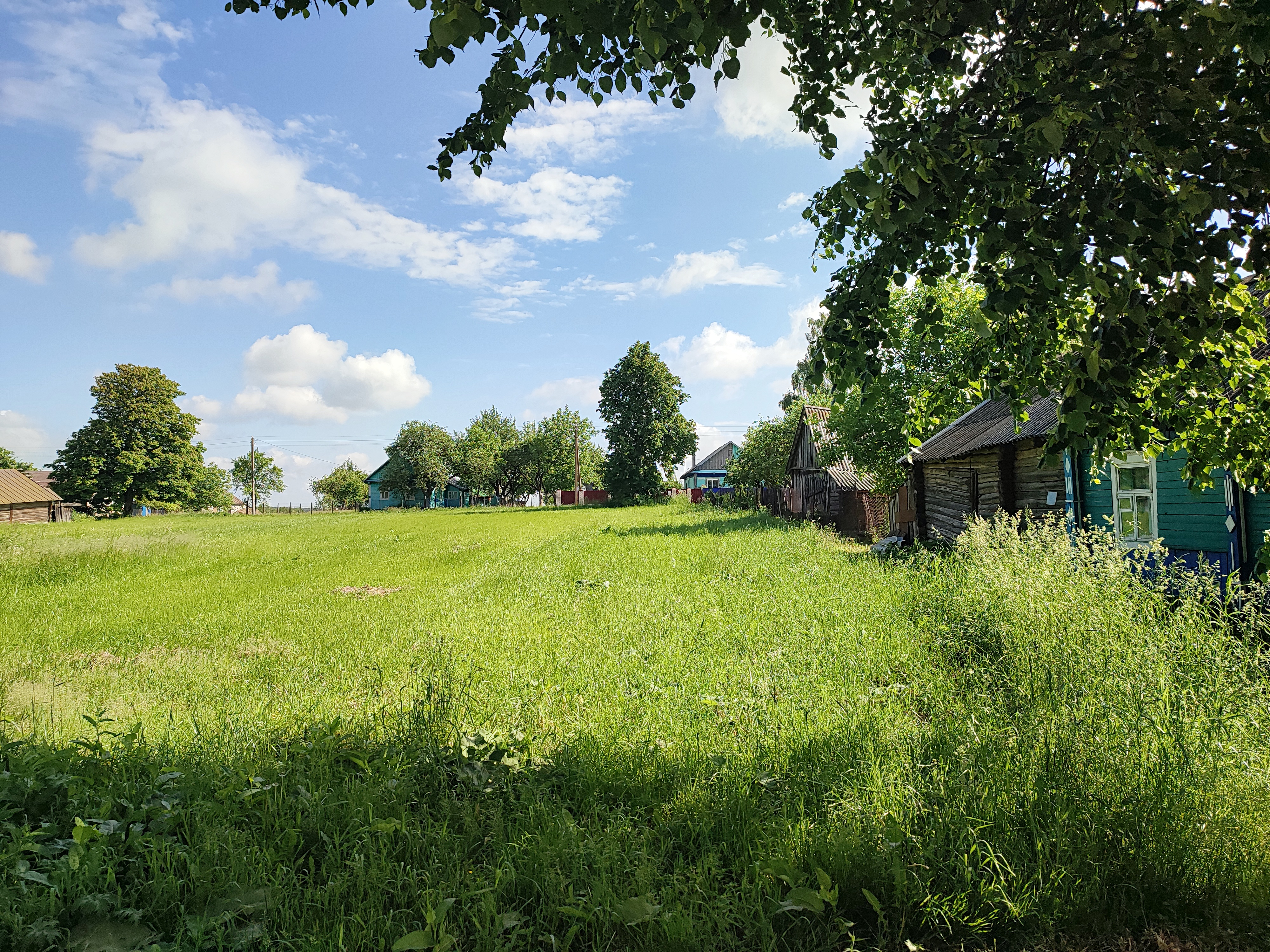
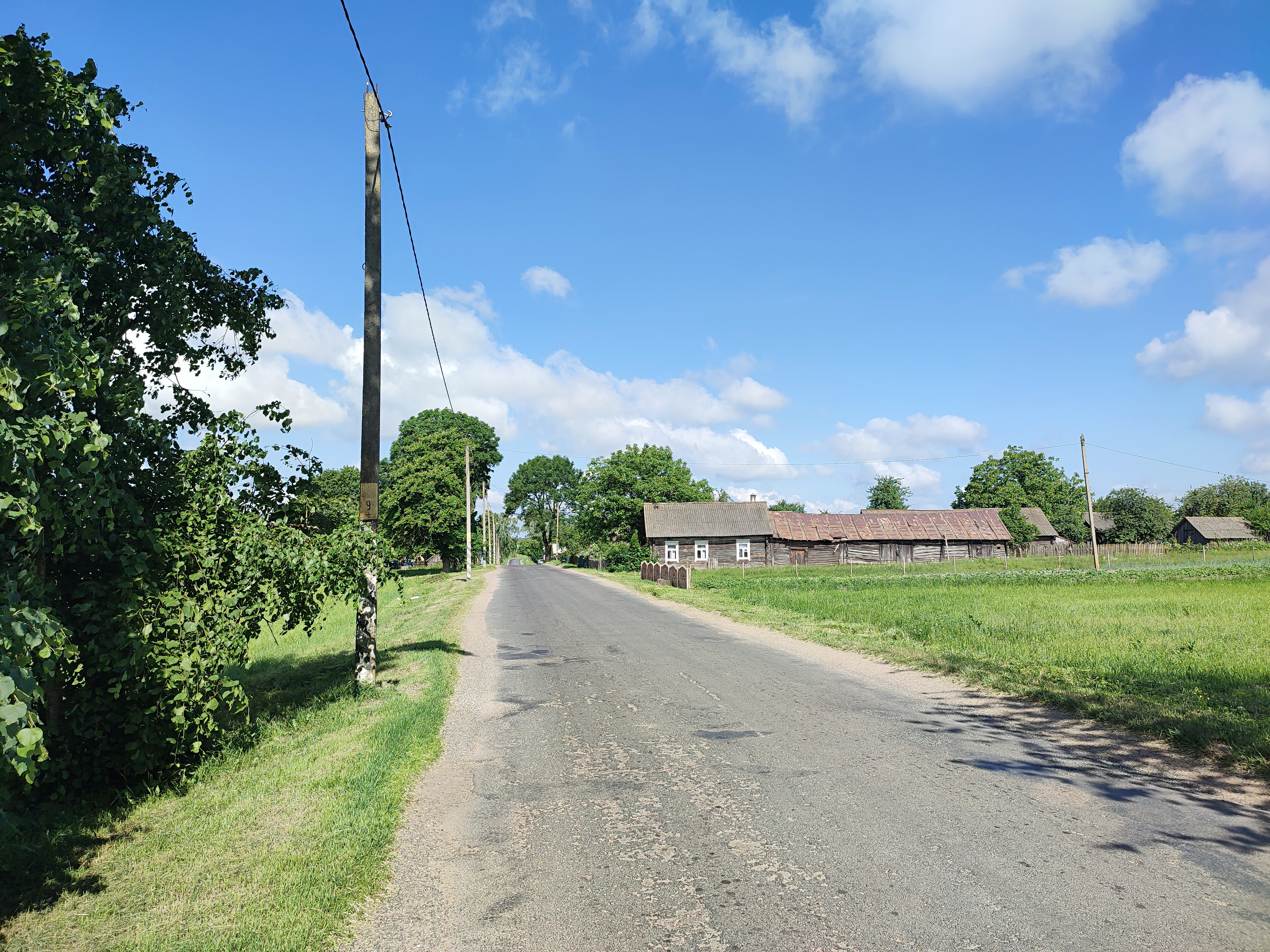
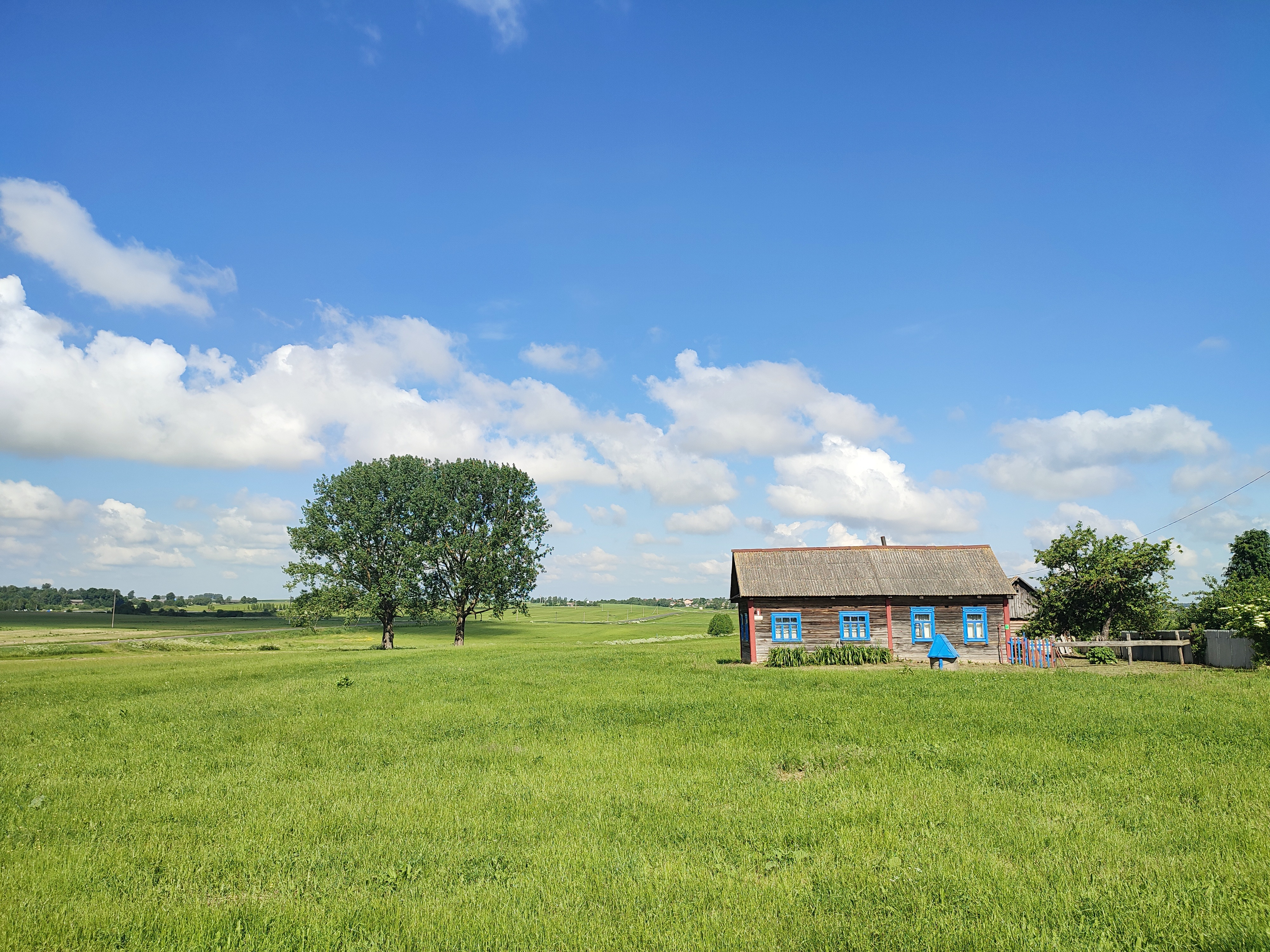
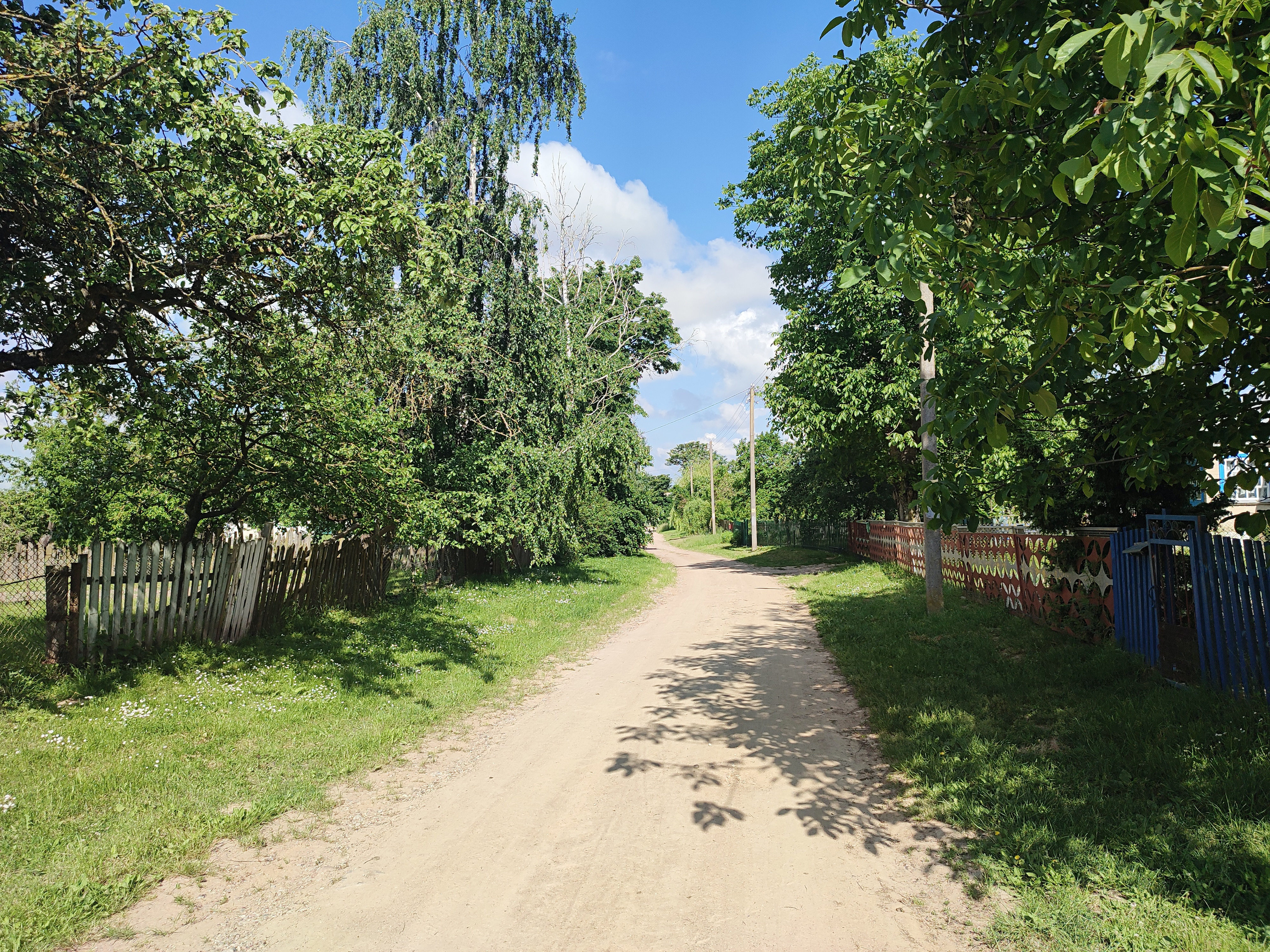
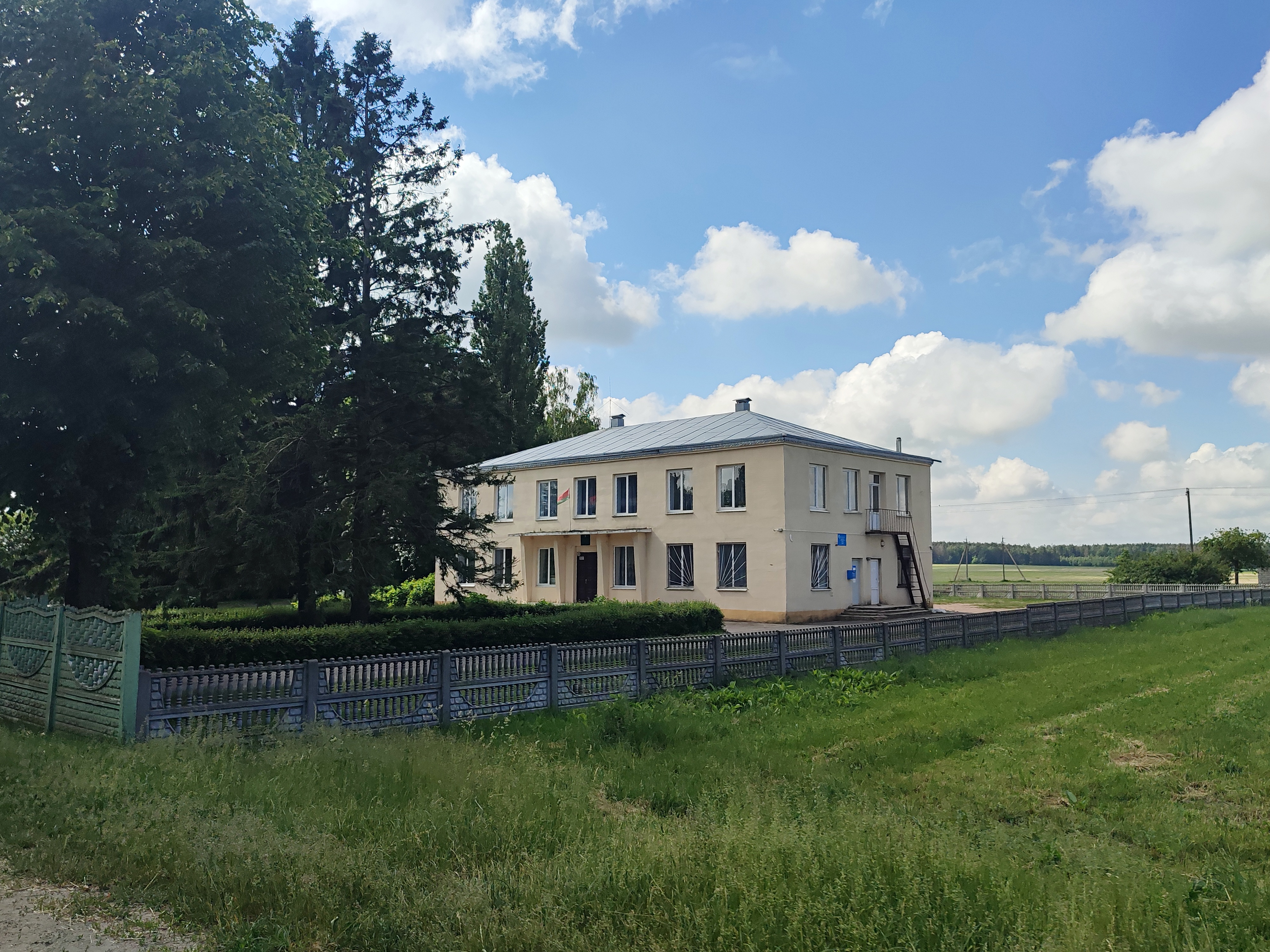
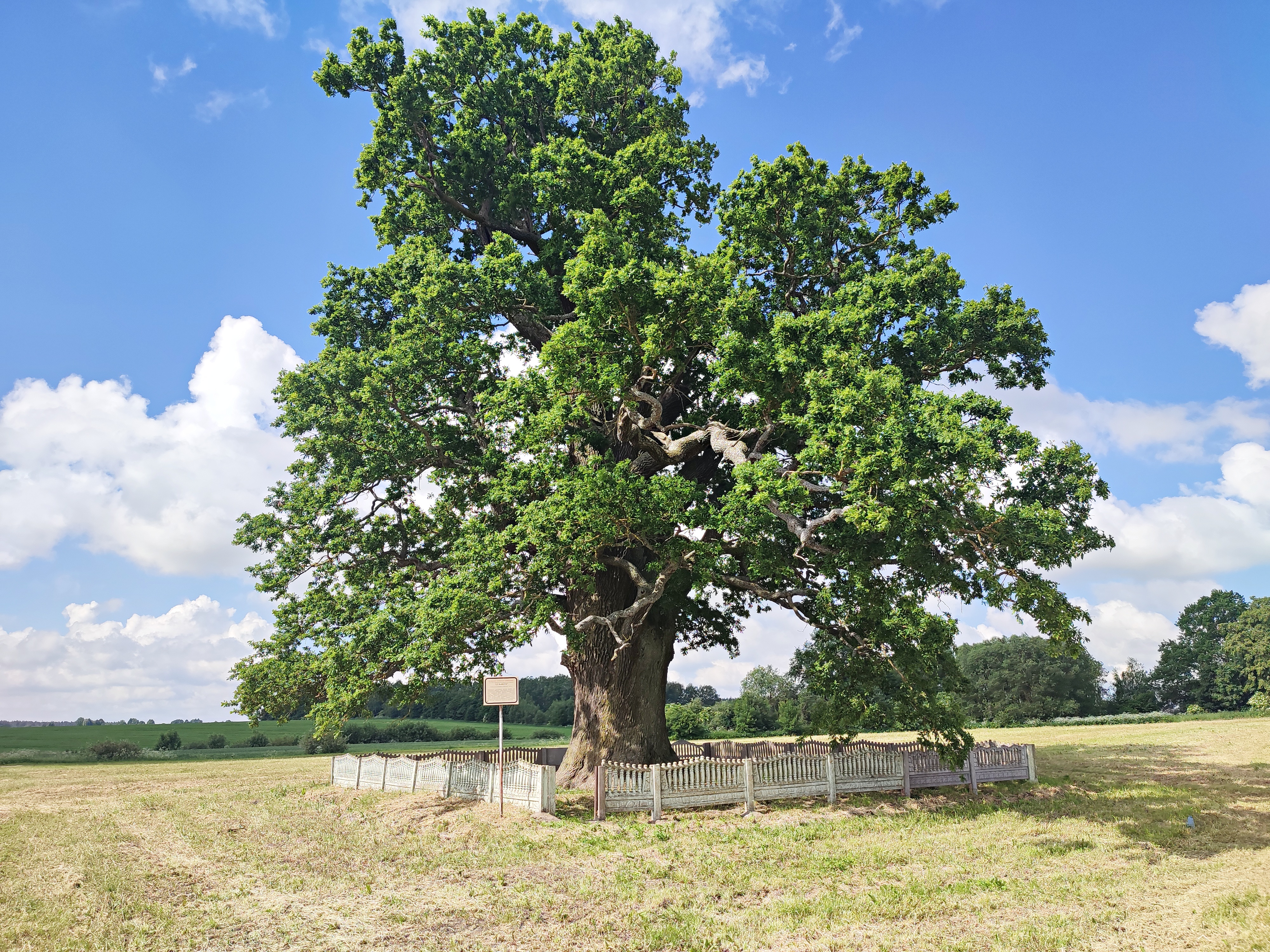

## Известные лица
- Антонович, Антон Константинович (1910—1980) — белорусский языковед, доктор филологических наук (1969), профессор.